# Catageus cavernicola
Espèce
Synonymes
- Charon cavernicola Thorell, 1889
- Stygophrynus cavernicola (Thorell, 1889)
- Catageus pusillus Thorell, 1889

Catageus cavernicola est une espèce d'amblypyges de la famille des Charontidae.

## Distribution
Cette espèce se rencontre en Birmanie et en Thaïlande.

## Description
Catageus cavernicola mesure de 11 à 16 mm.

## Systématique et taxinomie
Catageus pusillus a été placé en synonymie avec Catageus cavernicola par Miranda, Giupponi, Prendini et Scharff en 2018.

## Publication originale
- Thorell, 1889 : Viaggio di Leonardo Fea in Birmania e regione vicine. XXI. Aracnidi Artrogastri Birmani. Annali del Museo Civico di Storia Naturale di Genova, vol. 27, p. 521-729 (texte intégral).